# Telefon s místní baterií

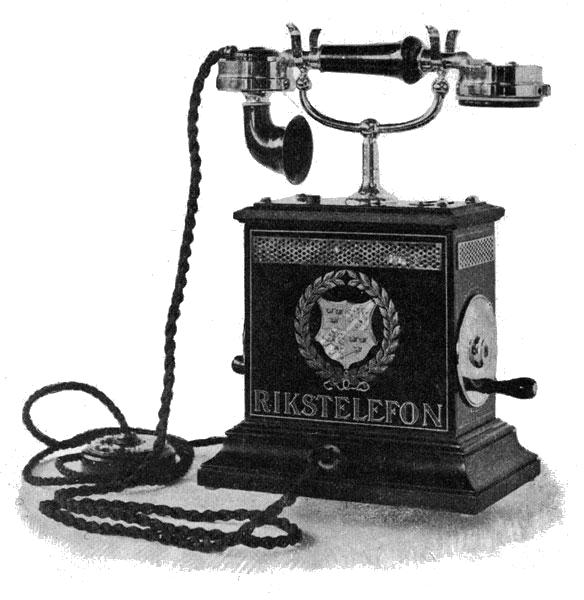
Stolní MB telefon z roku 1896

Telefonní přístroj s místní baterií (MB telefon) byl převládajícím typem telefonu od konce 19. do 1. poloviny 20. století. Ve výzbroji armád se používal do konce 20. století, dodnes se používá na železnici. Jeho mikrofonní obvod je napájen ze zdroje v přístroji, je tedy nezávislý na proudu z telefonní sítě. Pro vyzvánění je vybaven obvykle ručním induktorem, který vytváří návěstní proud. Telefon s místní baterií je nejjednodušší prakticky a masově používané zapojení telefonního přístroje.

## Schéma zapojení
- Svorky a, b = Hovorové vodiče pro připojení k druhému přístroji, případně ústředně;
- Induktor = „Klička“, zdroj střídavého, tzv. návěstního proudu pro vyzvánění a signalizaci;
- Mikrofon = Uhlíková mikrofonní vložka (odpor cca 36–⁠60Ω[1]);
- Zv = Zvonek na střídavý proud, který je v klidu (v případě zavěšeného mikrotelefonu) připojen k telefonnímu vedení;
- Tr = Transformátor hovorového proudu;
- T = Telefonní sluchátko (impedance cca 220Ω[1]);
- C = Oddělovací kondenzátor, který zabraňuje stejnosměrnému proudu protékat přes sluchátko;
- Ba = Místní baterie, která napájí mikrofon, zpravidla napájecí články s vzdušnou depolarizací typu AS4 o napětí 1,4V;
- P = Vidlicový přepínač, který v klidu připojuje k vedení zvonek a po vyzvednutí mikrotelefonu zvonek odpojuje a připojuje k vedení hovorové obvody spolu s místní baterií

## Funkce

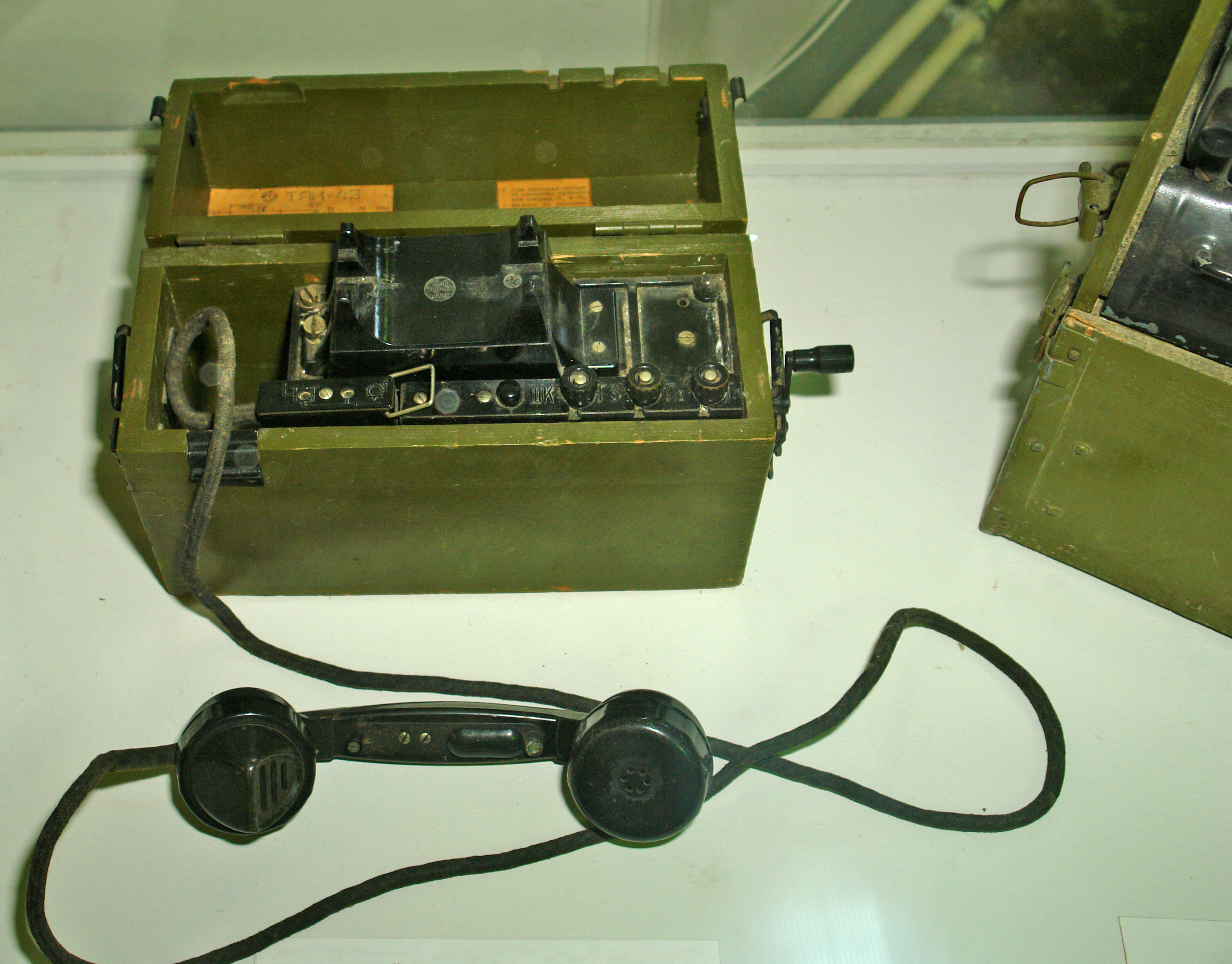
Polní telefon TAI-43 sovětské výroby

Uhlíkový mikrofon je napájen chemickým článkem s napětím nejčastěji 1,4 V. Tento článek je umístěn buď přímo v telefonním přístroji (v případě přenosných, polních telefonů, které používají vojáci nebo železničáři) nebo v jeho blízkosti v případě telefonů stolních. Uhlíkový mikrofon funguje jako elektromechanický měnič a zároveň zesilovač, který převede zvukové vlny na změny proudu o mnohem větším výkonu, než měl akustický signál.

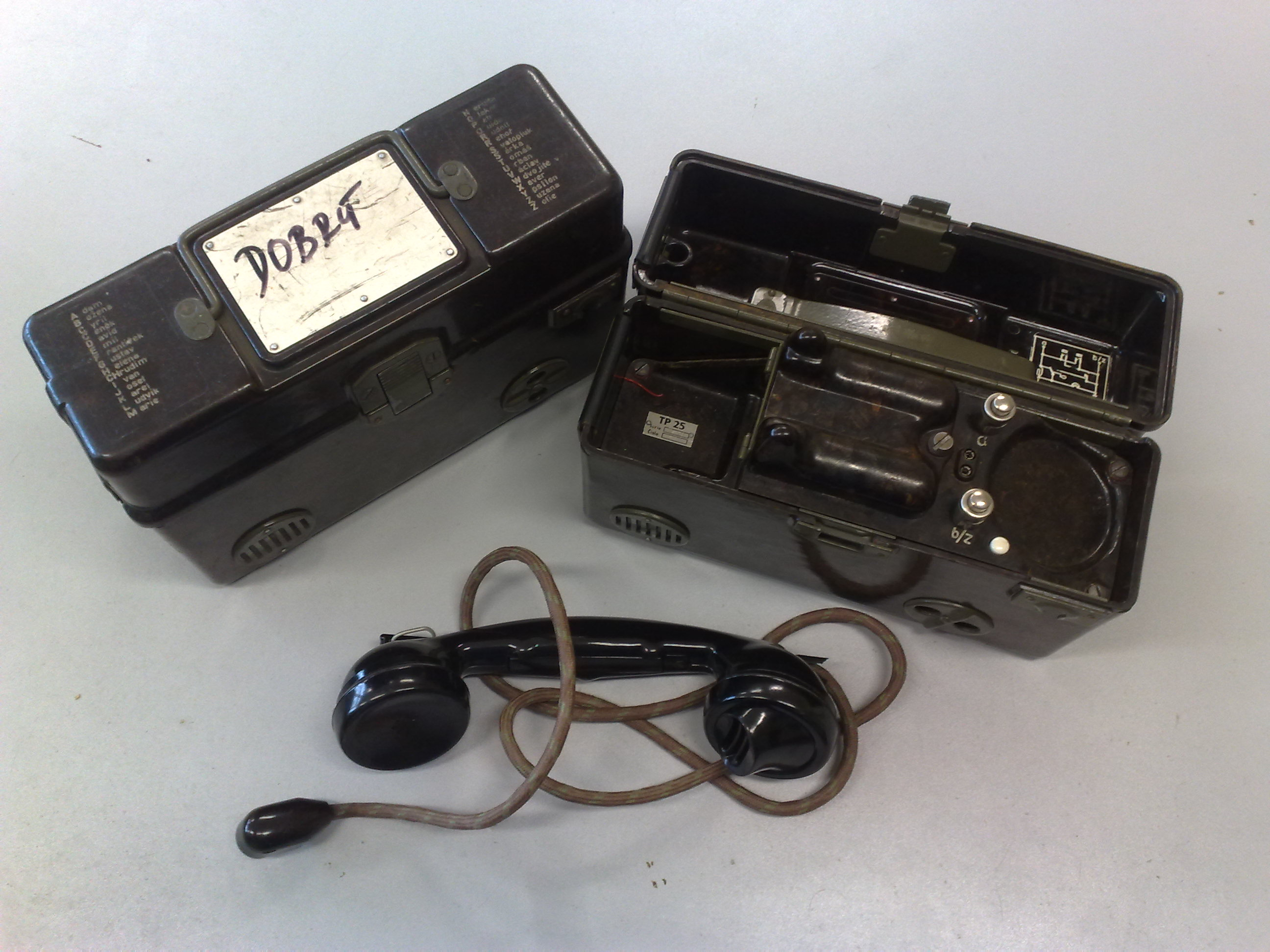
Československý polní telefon TP 25

Střídavá složka elektrického proudu z mikrofonu je v transformátoru převedena na signál o vyšším napětí (v řádu voltů). Tím se omezí ztráty odporem vedení. Část signálu se odbočkou v transformátoru dostane i do sluchátka. Po průchodu signálu vedením je v protějším přístroji signál přetransformován na nižší napětí, které napájí sluchátko příjemce.
Pro vyzvánění slouží induktor, vyrábějící střídavý proud o napětí cca 40–⁠60 V a frekvenci 20–⁠25 Hz, který uvádí do chodu zvonek ve druhém přístroji, nebo způsobí přitáhnutí elektromagnetu, který uvolní západku klapky, jež odpadnutím signalizuje spojovatelce, že účastník k této klapce připojený chce hovořit. Chce-li účastník uskutečnit hovor, musí povytáhnout kličku induktoru, čímž se přepne přemosťovací kontakt, připojí induktor k účastnickému vedení a zároveň zkratuje hovorové obvody.
Velkou a oceňovanou výhodou těchto telefonů je jejich jednoduchost a velká provozní spolehlivost. V případě polních a důlních telefonů dále zvýšená i robustností jejich fyzického provedení. Další velkou výhodou je energetická nenáročnost - odběr z baterie při hovoru je asi jen 0,045 W, v klidovém stavu je nulový. K provozu na kratší vzdálenosti stačí i jeden vodič, druhý vodič je nahrazen uzemněním. Při použití dvoužilového kabelu (dvoulinky) umožňuje spojení až na vzdálenost 28 km a při použití kompenzovaného vedení spojení dokonce na 500 km. Proto jsou dodnes používány nejen armádou, ale i například v dolech či na železnici, kde často slouží jako alternativní způsob spojení v případě výpadku modernější techniky.